# Paracymoriza vagalis
Paracymoriza vagalis là một loài bướm đêm trong họ Crambidae.